# Hilário da Cruz Massinga
Hilário da Cruz Massinga, O.F.M. (Manjacaze, 25 de junho de 1958) é um prelado franciscano moçambicano da Igreja Católica, atual bispo auxiliar de Inhambane.

## Biografia
De 1972 a 1975 frequentou os seminários menores dos franciscanos em Amatongas e Chimoio e mais tarde as escolas secundárias em Inhambane e Maputo. Passou então dois anos no Ministério do Trabalho de Moçambique, antes de cumprir oito anos de serviço militar no Exército de Moçambique. A partir de 1986 estudou filosofia e teologia católica no seminário de São Pio X em Maputo. Depois de completar o postulantado com os franciscanos em 1987, Massinga ingressou na Congregação e foi investido em 2 de setembro de 1988. Seguiu-se o noviciado em Marondera, no Zimbábue. Lá fez a profissão temporária em 1989. Ele então continuou seus estudos em filosofia e teologia católica em Pretória.
Massinga fez a profissão perpétua no dia 10 de janeiro de 1993 e recebeu a ordenação presbiteral em 9 de janeiro de 1994, na Sé Catedral São João Batista, em Xai-Xai, pelo Bispo de Xai-Xai, Júlio Duarte Langa. Após estudos adicionais na Pontifícia Universidade Antonianum de Roma, obteve a licenciatura em espiritualidade franciscana em 1996 com a obra "Provérbios, Símbolos e Ritos - Pistas para uma Espiritualidade".
Em 1997, Massinga regressou à sua terra natal e tornou-se pároco da Catedral de Maria Imaculada em Chimoio. Também lecionou no seminário da própria ordem em Chimoio. A partir de fevereiro de 1999, foi guardião da Custódia Franciscana Moçambicana de Santa Clara.
Em 5 de abril de 2003, o Papa João Paulo II o nomeou como bispo de Lichinga. O bispo emérito de Lichinga, Luís Gonzaga Ferreira da Silva, S.J., ministrou a ordenação episcopal no dia 15 de junho do mesmo ano em frente à igreja de Chongoene, coadjuvado pelo arcebispo de Maputo, Francisco Chimoio O.F.M. Cap. e pelo bispo de Xai-Xai, Júlio Duarte Langa. Fez sua entrada solene na Catedral em 29 de junho seguinte.
No dia 25 de janeiro de 2008, foi nomeado pelo Papa Bento XVI como bispo de Quelimane. A entrada solene na Sé ocorreu em 30 de março do mesmo ano. De 10 de novembro de 2015 a 11 de novembro de 2018 exerceu também o cargo de Vice-Presidente da Conferência Episcopal de Moçambique (CEM). A partir de 2021 chefiou a Comissão Liturgia da Conferência Episcopal.
O Papa Francisco o nomeou bispo auxiliar de Inhambane em 11 de agosto de 2023, atribuindo-lhe a dignidade de bispo titular de Chullu.